# Howard Orville
Howard Thomas Orville (ur. 16 czerwca 1901, zm. 24 maja 1960) – amerykański oficer marynarki wojennej i meteorolog.

## Kariera w marynarce wojennej
Urodził się w Saratoga, Wyoming jako syn Williama Orville’a i Lucy Dale (Wiant). W latach 1918–19 ukończył Army and Navy Preparatory School, a potem studia w United States Naval Academy. Następnie ukończył roczne studia w Naval Postgraduate School oraz w Massachusetts Institute of Technology, gdzie w 1930 roku uzyskał tytuł magistra.
Dwukrotnie wziął udział w zawodach o Puchar Gordona Bennetta. Po raz pierwszy w 1934 roku z Charlesem H Kenndallem. Ich balon zajął 12 miejsce. W 1935 roku jako meteorolog został ponownie członkiem amerykańskiej załogi podczas XXIII Pucharu Gordona Bennetta w Warszawie. Pilotem balonu był porucznik Raymond F. Tyler. W zawodach zajęli jednak ostatnie miejsce. Powodem lądowania po 15 godzinach była awaria balonu.
W 1936 roku Orville wraz z Johnem M. Thorntonem wziął udział w powrotnym locie Hindenburga przez Ocean Atlantycki.
W 1940 roku Orville został mianowany szefem służby aerologicznej Marynarki Wojennej i piastował to stanowisko do 1943 roku, gdy został zastępcą Chief of Naval Operations ds. lotnictwa. Podczas II wojny światowej sporządzał mapy pogody przed nalotem nad Tokio w 1942 roku. Pełnił funkcję meteorologa podczas operacji morskich na Oceanie Spokojnym oraz w operacji Torch oraz inwazji na Afrykę Północną.
1946 roku kapitan Orville opracował prognozę meteorologiczną dla wyprawy Ronne Antarctic Research Expedition, której przewodził Finn Ronne. W latach 1945–47 (a później w latach 1950–54) był członkiem Amerykańskiego Towarzystwa Meteorologicznego i został wybrany na prezydenta towarzystwa w latach 1948–49. W 1950 roku odszedł ze służby w marynarce wojennej na emeryturę i objął stanowisko dyrektora ds.technicznych we Friez w Bendix Aviation Corporation.
Orville był członkiem komitetu kierującego projektem Cirrus, który był próbą modyfikowania cyklonu tropikalnego przez rząd Stanów Zjednoczonych w 1947 roku przez zasiewanie chmur jodkiem srebra. W 1950 roku Amerykańskie Towarzystwo Meteorologiczne stwierdziło, że próby zasiewu nie przyniosły przydatnych wyników. Kongres chcąc realizować projekty związane z kontrolą pogody, w 1953 roku doprowadził do powołania amerykańskiego komitetu doradczego ds. kontroli pogody (Comittee the Weather Control). Prezydent Dwight Eisenhower podpisał ustawę i wyznaczył Orville’a na jego przewodniczącego. Komitet po zbadaniu pomysłu zasiewania chmur ostrożnie stwierdził, że w pewnych okolicznościach zasiewanie chmur może „zwiększyć opady o 10–15 procent”.
11 maja 1953 roku student z Texas A&M University zaobserwował niezwykłą aktywność chmur na 10 cm systemie radarowym i wykonał jej zdjęcie. Kilka minut później z chmur nad Waco w Teksasie powstało tornado, zabijając 110 osób. Meteorolodzy z Texas A&M doszli do wniosku, że echo radaru może posłużyć do ostrzegania o zbliżającym się tornadzie. Uniwersytet skontaktował się z Orvillem i wspólnie zaproponowali sieć radarów w Teksasie do śledzenia tornad, które będą wzorowane na systemie obserwacji huraganów na Florydzie.
W 1958 roku Orville stał się zwolennikiem badań nad wykorzystaniem metody kontrolowania pogody jako broni, obawiając się, że Związek Radziecki może opracować taką  technologię przed Stanami Zjednoczonymi. Raport końcowy Komitetu Doradczego ds. Kontroli Pogody Orville, wydany w styczniu 1958 roku kilka miesięcy po wystrzeleniu Sputnika informował, że prawdopodobnie Sowieci mają już taki program.
Orville zmarł nagle 24 maja 1960 roku i został pochowany na Cmentarzu Narodowym w Arlington.

## Odznaczenia
W 1946 roku został odznaczony Legią Zasługi za zasługi dla rządu Stanów Zjednoczonych jako szef Sekcji Aerologii w latach 1941–1943 i zastępca szefa operacji morskich (lotnictwo) w latach 1943–1945.

## Upamiętnienie
Jego osobę upamiętniono nadając nazwę wybrzeżu Orville’a na Antarktydzie oraz ustanawiając w 1964 roku stypendium meteorologiczne Howarda T. Orville’a przyznawane przez Amerykańskie Towarzystwo Meteorologiczne.